# Sam Hamm
Sam Hamm (19 de noviembre de 1955) es un guionista estadounidense cuyos trabajos más conocidos posiblemente sean los guiones para las películas de Batman dirigidas por Tim Burton. A consecuencia de dichos trabajos, se lo invitó a escribir el cómic de Batman para DC Comics. El resultado fue Batman: Blind Justice (Justicia ciega), donde hizo su primera aparición Henri Ducard, el mentor de Bruce Wayne, quien luego aparecería en Batman Begins. Entre otras obras de Hamm se incluyen Never Cry Wolf y Monkeybone. También escribió borradores para las adaptaciones cinematográficas de El planeta de los simios y Watchmen, aunque estos no fueron utilizados.